# Меноцерасы
Меноцерасы (лат. Menoceras, от др.-греч. μήν «месяц» и κέρας «рог»; «серпорог») — род вымерших некрупных носорогов, обитавших в Северной Америке в раннем миоцене. Известно два вида меноцерасов.

## Внешний вид и строение
Меноцерасы были небольшими, довольно изящными зверями ростом от овцы до пони (высота в холке около 1 м). Обладали брахицефальным черепом с широким затылком и короткой мордой.
На носу у меноцерасов была пара небольших рогов. Они располагались не друг за другом, как у современных носорогов, а росли рядом и немного отклонялись в стороны. Главным отличием меноцерасов от похожих на них дицератериев, кроме более мелких размеров, была форма выпуклостей на носовых костях, где находились основания рогов. У меноцерасов это были две округлые морщинистые выпуклости, а у дицератерия — крупные парные носовые гребни. Другие отличия меноцерасов: укороченный череп, хорошо выраженные дуги на верхних коренных зубах и отсутствие вторых резцов.
Меноцерасы проявляли наибольший для известных науке носорогов уровень полового диморфизма. Судя по строению черепа, рога были только у самцов, а ещё они имели более длинные нижние передние резцы.

## Места и древность находок
Ископаемые кости меноцерасов относятся к раннему миоцену и найдены в США (Небраска, Техас, Вайоминг, Нью-Джерси, Нью-Мексико, Флорида). Отдельные фрагментарные находки меноцерасов из Панамы и Мексики сомнительны.

## Образ жизни и питание
Меноцерасы в больших количествах населяли похожие на саванны открытые равнины Северной Америки и могли совершать долгие сезонные миграции. О способности этих носорогов покрывать большие расстояния в поисках пищи, говорит их лёгкое телосложение и довольно длинные конечности.
Судя по строению жевательных зубов, меноцерасы кормились в основном травами, хотя могли употреблять и листья.
Известны крупные скопления костей меноцерасов, что может свидетельствовать о стадном образе жизни этих зверей. Выраженный половой диморфизм у меноцерасов, не свойственный современным носорогам, служит дополнительным признаком стадности этих животных. Многие современные парнокопытные обладают различным уровнем развития рогов в зависимости от пола, что связано с применением рогов во время соревнований самцов за самок и при установлении иерархии в стаде. В стадах меноцерасов могли преобладать самки и молодняк, а один или несколько самцов доминировали над остальными. Возможно, у самок отсутствовали рога ещё и потому, что не было необходимости в их индивидуальной защитной функции в связи со стадным образом жизни.

## Эволюционные связи

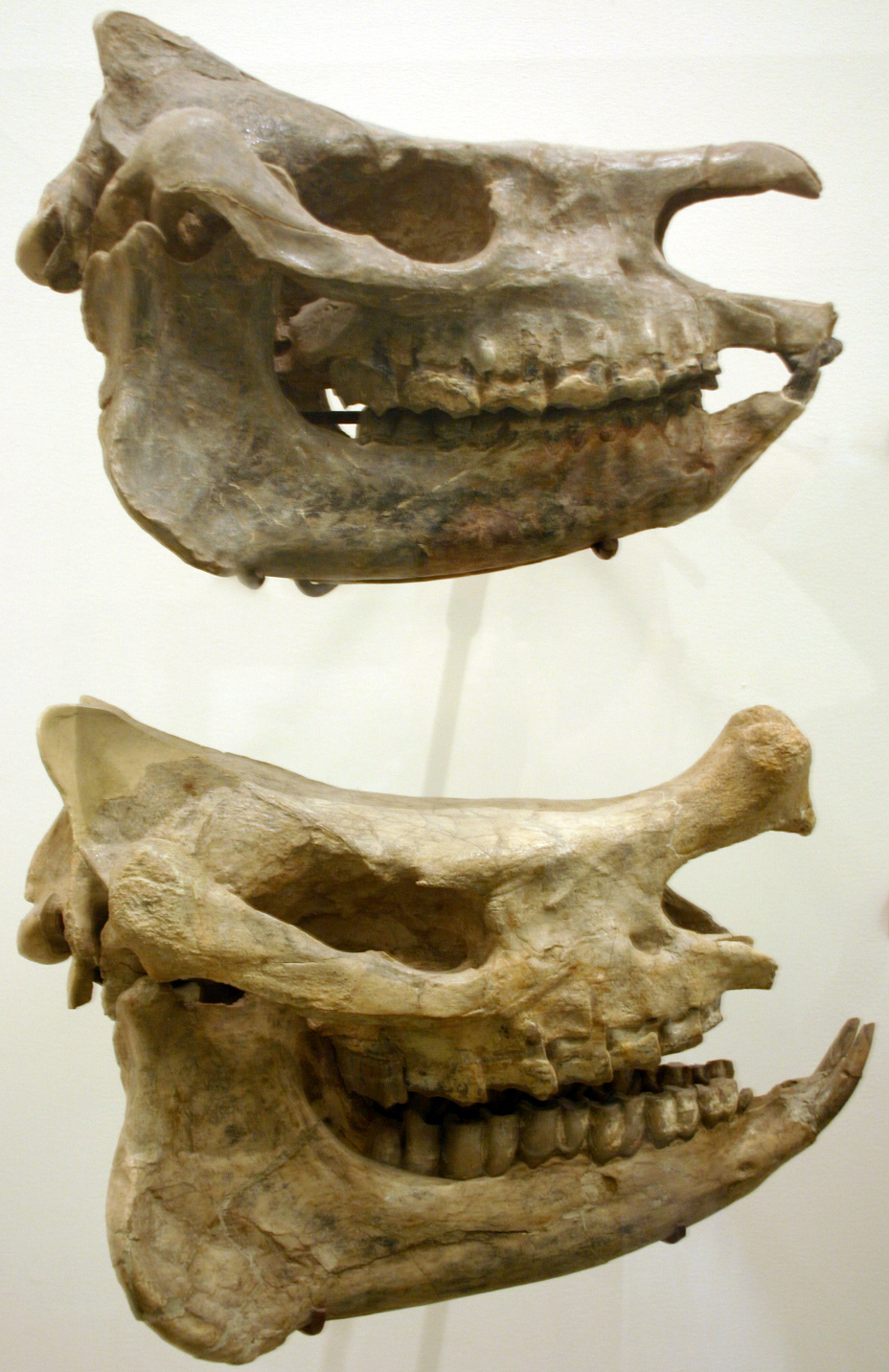
Череп самки Menoceras arikarensis (вверху) и самца (внизу)

Систематическое положение и родственные связи рода Menoceras точно не выяснены. Вуд (1927) и Таннер (1969) предполагали, что его предками были североамериканский род дицератерий (Diceratherium) или субгиракодон (Subhyracodon). Некоторые учёные (Антуан 2002, 2003) относят род Menoceras к эласмотериинам (Elasmotheriinae), а другие (Протеро, Мэннинг и Хансон, 1986) считают его родственным европейскому миоценовому роду плевроцерос (Pleuroceros), объединяя их в трибу меноцератини (Menoceratini). Эта точка зрения подразумевает евразийское происхождение Menoceras.
Петерсон (1920) описал останки меноцераса арикарийского как Diceratherium cooki, поэтому многие их кости во многих музеях мира, а также реконструкции до сих пор ошибочно называют «Diceratherium cooki». Поэтому большое количество информации о меноцерасах, основанное на описании дицератериев, ошибочно. Троксел (1921) впервые использовал название Menoceras как подрод Diceratherium. Затем меноцерасов возвели в ранг отдельного рода. Стало ясно, что оба рода относятся к разным трибам или даже подсемействам, а парные рога развились у них независимо.

## Вымирание
Причиной исчезновения меноцерасов могло быть вытеснение более прогрессивными копытными, в конце раннего миоцена занявшими близкие экологические ниши.